# Pierre de Voyer d’Argenson
Pierre de Voyer d’Argenson (getauft 19. November 1626; † wohl 1709 bei Mouzay), genannt le Vicomte d’Argenson, war Seigneur de Chastre und Vicomte de Mouzay, Grand Bailli von Touraine und Gouverneur von Neufrankreich.

## Leben
Pierre de Voyer ist der Sohn des französischen Verwaltungsbeamten und Diplomaten René de Voyer, Seigneur d’Argenson, und Hélène de La Font. Sein älterer Bruder war der Diplomat René (II.) de Voyer. Als dritter Sohn war für den Kirchendienst vorgesehen, erhielt auch am 25. März 1636 die Tonsur, wandte sich dann aber dem Militär zu. Er nahm er an der Belagerung von La Bassée (1641), der Schlacht bei Lens (1648), der Belagerung von Longone auf der Insel Elba (1650), sowie an der Belagerung von Ypern (1678) und der Belagerung von Bordeaux teil.
Er wurde Gentilhomme ordinaire de la Chambre du Roi, am 14. Juni 1643 Grand Bailli de Touraine anstelle von Cinq-Mars und nahm das Amt bis 1662 wahr.
Aufgrund seiner Freundschaft zu Président Guillaume de Lamoignon wurde er – obwohl sein Bruder 1655 in Ungnade fiel – Gouverneur von Neufrankreich (Gouverneur de toute l’entendue du fleuve Saint-Laurent). Am 27. Januar 1657 leistete er den Amtseid, am 7. März 1657 wurde er zum Staatsrat ernannt. Am 11. Juli 1658 übernahm er von seinem interimistischen Vorgänger Louis d‘Ailleboust de Coulonge die Schlüssel des Forts Quebec. Unter seiner Verwaltung mussten Einfälle der Irokesen abgewehrt werden, zudem wurde das Land von internen Streitigkeiten zerrissen. Er machte einige Fortschritte bei der Erkundung der Region an der Hudson Bay und jenseits des Lake Superior. Er übte das Amt bis zum 31. August 1661 aus und übergab dann an seinen Nachfolger Pierre du Bois d’Avaugour.
Im Jahr darauf gab er auch das Amt des Grand Bailli de Touraine ab. Er war nun 35 Jahre alt und über die restlichen wohl 48 Jahre seines Lebens ist wenig bekannt. Er testierte am 9. April 1709 und starb wohl noch im gleichen Jahr. Pierre de Voyer blieb unverheiratet und kinderlos. Er wurde in Mouzay bestattet.